# Större ekmalmätare
Större ekmalmätare (Eupithecia abbreviata) är en fjärilsart som beskrevs av James Francis Stephens 1831. Större ekmalmätare ingår i släktet Eupithecia och familjen mätare, Geometridae. Arten är reproducerande i Sverige. Inga underarter finns listade i Catalogue of Life.

## Bildgalleri

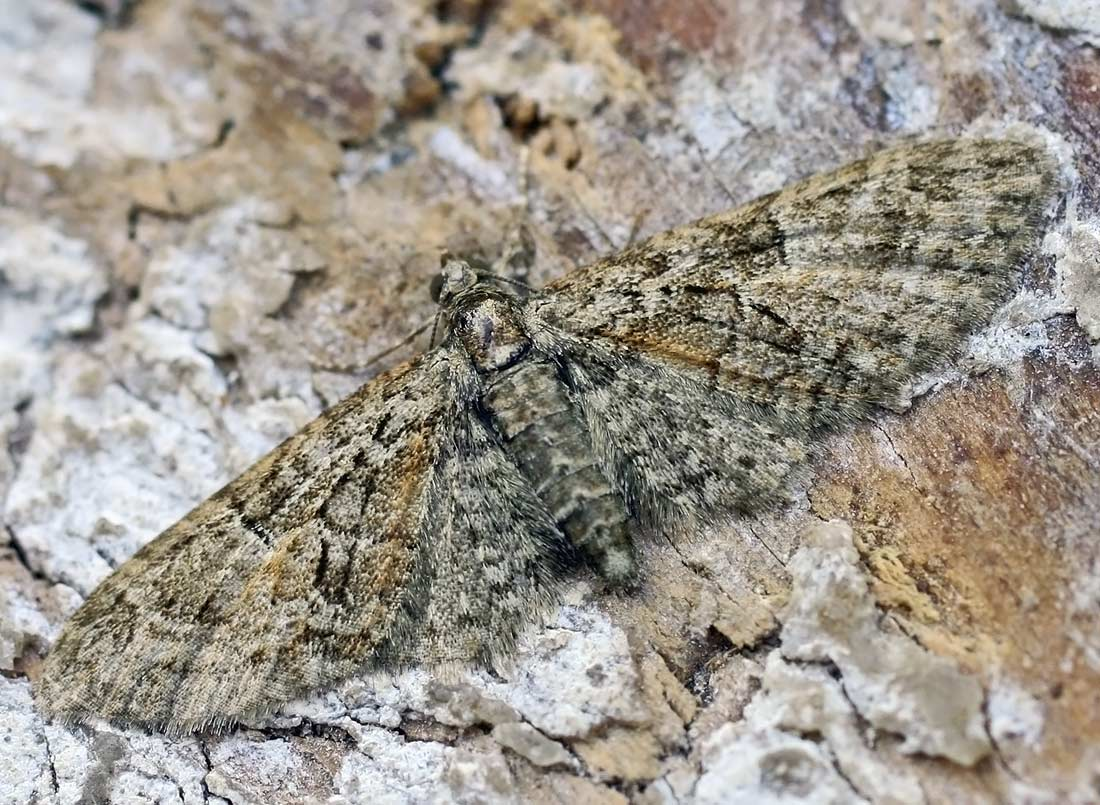
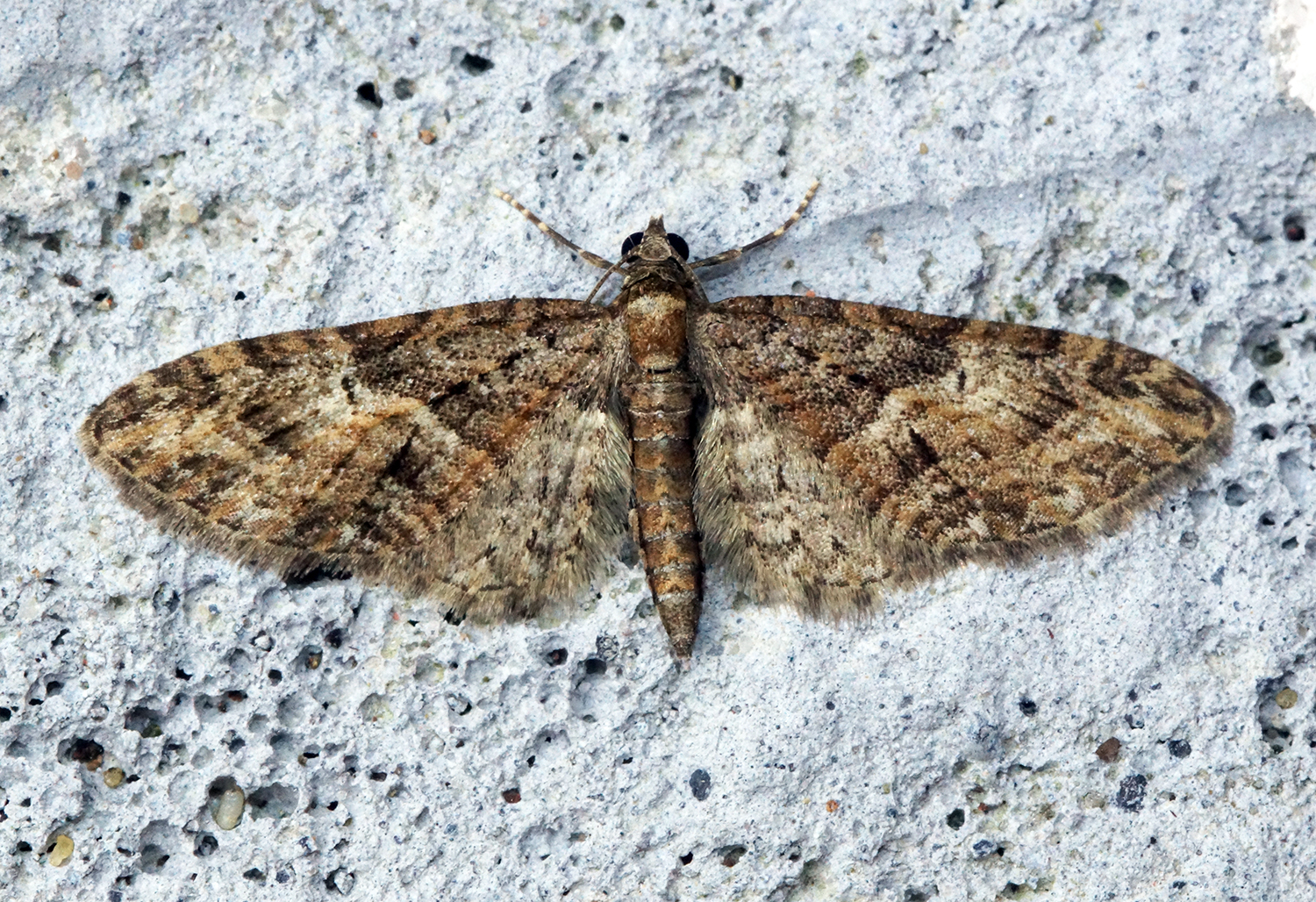
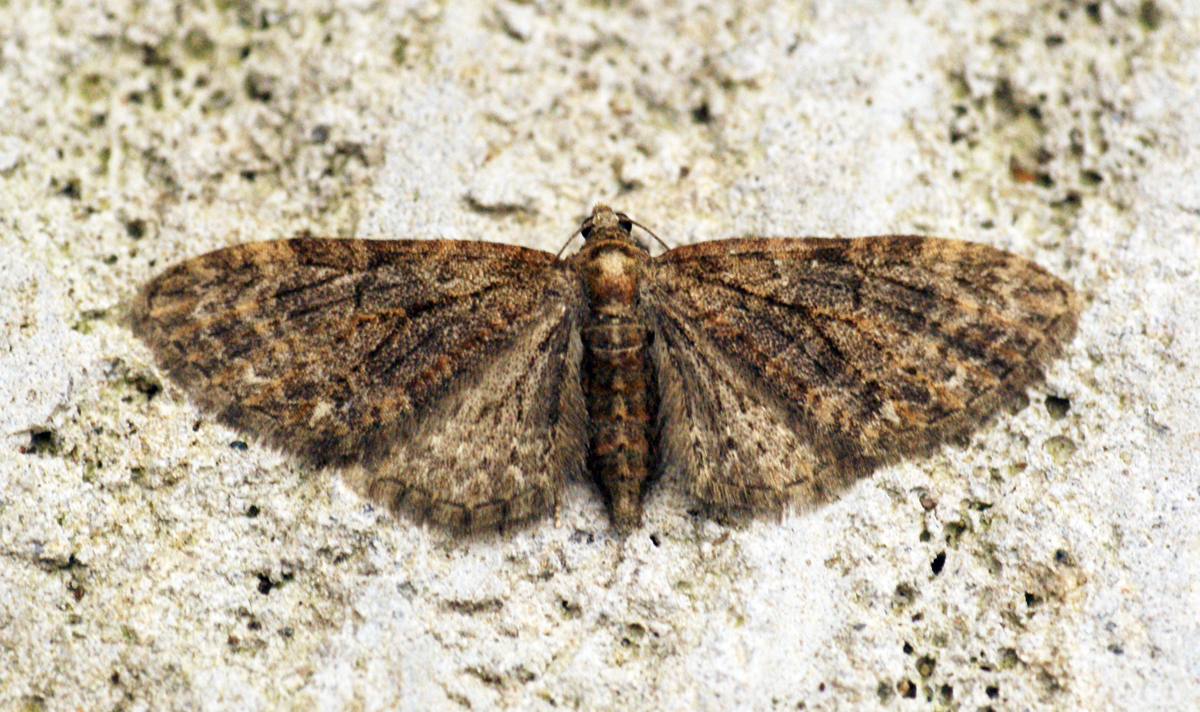